# Multiple Wave Oscillator
 Multiple Wave Oscillator ou MWO aparelho criado por George Lakhovsky um engenheiro de origem russa, naturalizado francês. 
Era um dispositivo eletrônico capaz de emitir ondas de múltiplos comprimentos. Este aparelho foi patenteado nosEstados Unidos sob o número 2.351.055. O objetivo deste aparelho era combater o câncer.
O aparelho, usado por Geoge Lakhovsky, teve uma taxa de cura de 98% no período de onze anos em que foi utilizado; mas foi retirado dos hospitais dos Estados Unidos logo após Lakhovsky ter sido morto por atropelamento em 1942.